# Homo Vitruvianus
Den vitruvianske mand er en verdensberømt tegning af Leonardo da Vinci fra omkring år 1490. Den forstiller en mand i to positioner - med arme og ben i forskellige stillinger. Manden er indskrevet i en cirkel og en firkant, og rundt om dem er der noter. De kaldes Menneskets Proportioner og er da Vincis belæg for, at der er sammenhæng i, hvordan mennesket er opbygget. Den vitruvianske mand befinder sig i Gallerie dell'Accademia i Venedig i Italien. Arkitekten Vitruvius har givet navn til manden.